# Ivan I. (II.) Aleksandrijski
Papa Ivan I. (II.) Aleksandrijski, 35. papa Aleksandrije i patrijarh svetog Trona sv. Marka.

## Pregled
Istočna pravoslavna crkva ga navodi pod imenom Ivana II. čime priznavaju papu Ivana Talaiu kao Ivana I., dok ga Kopti navode kao Ivana I. jer ne priznaju i odbacuju Ivana Talaiju kao svoga papu.

## Život
O životu Ivana je ostalo jako malo pisanih tragova. Zna se da je rođen u Aleksandriji u kršćanskoj obitelji i da je postao redovnik u Natronskoj pustinji, (Wadi El Natrun), u samostanu sv. Makarija Velikog.

Nakon smrti pape Atanazija II., protiv svoje volje je bio imenovan 29. rujna 496. AD papom Aleksandrije i patrijarhom sv Trona Sv. Marka,. Bio je prvi biskup Alexandrijski koji je izabran među redovnicima iz pustinjskih samostana, a ne iz reda učenog svećenstva u Aleksandriji.

## Vjerovanje pape Ivana
Bio je čvrst protivnik kalcedonskog vjerovanja i održavao je zajedništvo s onima koji su prihvatili 
Henotikonski edikt cara Zenona, a sve bez nametanja formalne anateme na kalcedonsko 
vjerovanje. Na taj je način u velikoj mjeri održavao crkvu u miru, iako je nastavljen raskol s Acefaloima, koji su se suprotstavljali i Vijeću Kalcedona i pomirljivom pristupu Henotikonskom ediktu.

## Ostavština
Tijekom vremena kroz koje je obavljao dužnost patrijarha, pored redovite službe u kojoj je vodio brigu o vjernicima, kao i širenju evanđelja, zabilježeno je kako nije zaboravio na samostan sv. Makariusa Velikog u kojem je proveo znatan dio svoga života, pa je od bizantskog cara Anastazija I. ishodio darivanje samostana pšenicom, vinom i uljem.

## Odlazak
Ivan II. je ostao na Tronu sv. Marka pet godina i osam mjeseci. Zabilježen je u sinaksarionu, kalendaru svetaca Koptske crkve 4. dana mjeseca bashonsa prema koptskom kalendaru; dan njegove smrti.

## Vanjske poveznice
- Acephaloi
- Ivan II.
- Odlazak sv. Ivana II.
- Sinaksarion; odlazak sv. Atanazija II.  Arhivirana inačica izvorne stranice od 25. ožujka 2018. (Wayback Machine)

| Koptske pape Aleksandrije               | Koptske pape Aleksandrije           | Koptske pape Aleksandrije  |
| --------------------------------------- | ----------------------------------- | -------------------------- |
| prethodnik Atanazije II. Aleksandrijski | Aleksandrijske pape 490. - 496. AD. | nasljednik Ivan II. (III.) |